# Karel Kannhäuser
Karel Kannhäuser (18. června 1900 – 31. prosince 1945) byl fotbalista rakouského původu, útočník, reprezentant Československa. Do Prahy přišel v roce 1925 z Vídně, v březnu 1945 se rodina odstěhovala zpět do Rakouska.

## Fotbalová kariéra
Za československou reprezentaci odehrál v roce 1931 dvě utkání, gól se mu vstřelit nepodařilo. Čtyřikrát startoval v amatérské reprezentaci, kde dal 1 gól. V profesionální lize odehrál jen 16 zápasů a dal 5 gólů, a to ve třech sezónách (1925, 1934, 1935), především proto, že jeho klub DFC Prag se rozhodl pro amatérské soutěže – v nich se stal dvakrát amatérským mistrem ČSR (1931, 1933).

## Ligová bilance
| Ročník                        | Zápasy | Góly | Klub     |
| ----------------------------- | ------ | ---- | -------- |
| Asociační liga 1925           | 3      | 0    | DFC Prag |
| Státní liga 1934/35           | -      | 5    | DFC Prag |
| Státní liga 1935/36           | -      | 0    | DFC Prag |
| CELKEM 1. československá liga | 16     | 5    |          |